# 甘惜分
甘惜分（1916年4月17日—2016年1月8日），男，中国马克思主义新闻学家，新闻教育家。中国人民大学教授。

## 生平
1916年4月17日生于四川省邻水县。由于家境贫寒，初中毕业后就辍学，在乡村小学担任教员。1938年春抵达延安，先后在抗日军政大学和延安马列学院学习。同年加入中国共产党。从1939年夏开始，先后在八路军120师政治部和晋西党校担任政治教员和政策研究员。1945年调任新华社记者。
1949年赴重庆，任新华社西南总分社采编部主任。1954年调至北京大学中文系新闻专业任教。1958年北大新闻专业并入中国人民大学新闻系，此后历任该系教授、博士生导师。反右运动和文化大革命期间曾遭批斗。
1986年创建了中国人民大学舆论研究所。2009年，成为中国人民大学首批“荣誉一级教授”。
2016年1月8日晚22点55分，因病医治无效在北京逝世。

## 出版物
著有《新闻理论基础》（1982年）、《新闻论争三十年》（1988年）等。主编《新闻学大辞典》。